# Agelena atlantea
Agelena atlantea là một loài nhện trong họ Agelenidae.
Loài này thuộc chi Agelena. Agelena atlantea được Jean-Louis Fage miêu tả năm 1938.